# Francis (Thorrington)
Francis (Thorrington) es una  variedad cultivar de manzano (Malus domestica). 
Un híbrido del cruce de Cox's Orange Pippin x Desconocido. Criado en Essex por F.W. Thorrington a principios de la década de 1900. Fue recibido por National Fruit Trials en 1925. Las frutas tienen una pulpa firme, fina y crujiente con un sabor muy dulce y aromático.

## Historia
'Francis (Thorrington)' es una variedad de manzana, híbrido del cruce de Cox's Orange Pippin x Desconocido. Desarrollado y criado a partir de 'Cox's Orange Pippin' mediante una polinización abierta por F. W. Thorrington de Hornchurch, Essex Inglaterra, (Reino Unido) durante principios del siglo XX. La fruta de este cruce se presentó en el "National Fruit Trials" en 1925. Otras variedades de manzanas obtenidas por Thorrington en este cruce son 'Rosy Blenheim', 'Sunburn' , 'Ruby'  y 'Daniel Fele Renet'.
'Francis (Thorrington)' se cultiva en la National Fruit Collection con el número de accesión: 1925-031 y Accession name: Francis (Thorrington).

## Características
'Francis (Thorrington)' árbol de extensión erguida, de vigor moderadamente vigoroso, portador de espuela. Tiene un tiempo de floración que comienza a partir del 6 de mayo con el 10% de floración, para el 12 de mayo tiene una floración completa (80%), y para el 22 de mayo tiene un 90% caída de pétalos.
'Francis (Thorrington)' tiene una talla de fruto medio; forma truncado cónico, con una altura de 48.50mm, y con una anchura de 55.50mm; con nervaduras muy débil; epidermis con color de fondo verde amarillo, con un sobre color rojo oscuro, importancia del sobre color alto, y patrón del sobre color rayas, "russeting" (pardeamiento áspero superficial que presentan algunas variedades) muy bajo; carne es de color verdoso, firme y crujiente. De sabor algo seco, muy dulce y aromático.
Listo para cosechar en la primera mitad del segundo período. Su tiempo de recogida de cosecha se inicia a mediados de octubre.

## Usos
Una buena manzana de uso de postre fresca en mesa.

## Ploidismo
Diploide, auto estéril. Grupo de polinización: D, Día 15.